# Драгољуб Јовановић (политичар)
Драгољуб Јовановић (Пирот, 8. април 1895 — Београд, 23. мај 1977) био је српски научник, универзитетски професор и политичар.
Докторирао је права у Паризу. Због политичког деловања више пута је осуђиван у Краљевини Југославији, а због тога је и избачен са Правног факултета у Београду. Један је од оснивача Групе за социјалну и културну акцију. Био је члан Савеза земљорадника, из кога је 1940. године изашао и формирао Народну сељачку странку. Био је члан Президијума Народне скупштине ФНРЈ (1946–1947), да би 1947. био осуђен на вишегодишњу робију и уклоњен са Универзитета.

## Биографија
Рођен је у селу Гњилан, поред Пирота, 8. априла 1895. године. Школовао се на Сорбони, где је одбранио две докторске дисертације. После студија 1923. дошао је у Београд где је на позив и по препоруци Слободана Јовановића постао је најпре доцент, а затим и ванредни професор Правног факултета у Београду.
Био је један од првих интелектуалаца у Југославији свога доба који су од почетка уочавали велику опасност од фашизма и нацизма. Као велики противник тих идеологија стално је упозоравао у својим делима и говорима на ту опасност. Иницирао је стварање Народног фронта Југославије за борбу против фашизма. Народни фронт је створен 1936. године у његовој кући у Професорској колонији у Београду.
Због противљења шестојануарској диктатури краља Александра и тадашње политичке и друштвене ситуације у Југославији губи посао на Универзитету и бива хапшен и суђен, а потом борави у затвору све до 4. маја 1934. године. Међутим, убрзо је интерниран на годину дана у Тутин и Сјеницу, при чему је успео да се упише у регистар Адвокатске коморе у Београду из жеље да брани политичке оптуженике.
На позив председника владе Републике Шпаније Хуана Негрина 1. фебруара 1938. године, одлази у ову земљу да би подржао борбу тамошњих снага против фашистичке најезде. Говорио је у Кортесу (Скупштини) где је његов наступ изазвао велико одушевљење.
Више пута је биран за народног посланика у Народној скупштини Краљевине Југославије. Као посланик је ухапшен 1. октобра 1938. године, највероватније да не би учествовао на децембарским изборима исте године. Стварни разлог тог хапшења и строге судске осуде, била је жеља Милана Стојадиновића да из изборне трке уклони опасног политичког противника. У априлу 1939. је осуђен на годину и два месеца строгог затвора и 1.200 дин. новчане казне, што му је опроштено у амнестији следећег септембра.
За време Априлског рата (1941) пријавио се као добровољац у војску, али није добио никакав војни распоред. Након немачке окупације земље одбио је да потпише Недићев Апел интелектуалаца српском народу и определио се за сарадњу са партизанским покретом, позвавши чланове своје Народне сељачке странке да се прикључе Народноослободилачком покрету. Рат је провео кријући се по Београду и Србији.
На позив Александра Ранковића и Милентија Поповића, после ослобођења земље једно време је сарађивао са комунистима. Кооптиран је у АСНОС за посланика у Савезној скупштини ДФЈ. Али већ почетком 1946. године долази у сукоб са комунистима због отворене критике комунистичке диктатуре и залагања за парламентарну демократију и вишепартијски систем. Током свог краткотрајног политичког и скупштинског деловања у ФНРЈ, од почетка 1945. до средине 1947. године у Скупштини је иступао као оштар опозиционар комунистичком режиму, истакавши се нарочито у дебатама о Уставу ФНРЈ, аграрној реформи, задругама и о јавном тужилаштву.
Због тога је пао под удар комунистичког режима. Његова странка је деловањем УДБА-е разбијена, а он је 31. јула 1946. године избачен са факултета, због његовог политичког деловања. Одузет му је посланички имунитет и 13. маја 1947. године је ухапшен, да би 8. октобра 1947. био осуђен због наводне „велеиздаје“ на девет година тешке робије. Робију је издржао без дана помиловања. Током боравка у затвору радио је на едукацији робијаша и написао на десетине хиљада страница својих политичких успомена и тзв. медаљона о својим савременицима.
Умро је у Београду, 23. маја 1977. године. Постхумно је 2010. године судски рехабилитован, тако да је пресуда којом је осуђен проглашена ништавном, јер је у поступку доказано да је била искључиво резултат политичког прогона.
29. марта 2019. је одржан научни скуп у САНУ „Друштвено-политичка и научна мисао Драгољуба Јовановића”.

## Дела
Сабрана дела у 16 књига објављена 2010. године садрже:
- Заноси (1906–1927)
- Сазнања (1927–1933)
- Проповеди (1933–1936)
- Искуства (1936–1938)
- Искушења (1938–1940)
- Узлет у бури (1940–1943)
- Mezza Воце (1943–1945)
- Отпор и казна (1945–1946)
- Опозиција – робија (1946–1948)
- Робијо, мајко! (1948–1952)
- Усправно (1952–1956)
- Регистар личних имена
- Медаљони I
- Медаљони II
- Медаљони III
- Медаљони IV